# MMORTS
MMORTS (англ. Massive multiplayer online real time strategy) — масова багатокористувацька онлайн стратегія в реальному часі. Це різновид відеоігор жанру покрокових стратегій, у яких час на прийняття рішення максимально скорочений (до формату «бліц-гри»), що своєю чергою вимагає більшої концентрації уваги та аналізу. У результаті — значну кількість рішень гравці вимушені робити напівінтуїтивно, що за задумом розробників жанру має підвищувати ступінь азарту, адреналіну, імпульсивності в прийнятті рішень, а відтак — покращувати планові показники engagement[що це?] та retention[що це?] в загальній базі користувачів.